# سیارک ۱۴۲۰۱۴
سیارک ۱۴۲۰۱۴ (به انگلیسی: 142014 Neirinck، نامگذاری:2002PA168) صد و چهل و دو هزار و چهاردهمین سیارک کشف شده‌است که در ۸ اوت ۲۰۰۲ کشف شد.